# Bożezdarz

Bożezdarz

Bożezdarz (Bosze Zdarz, Bożedarz, Boże Zdarz) ist ein polnisches Wappen einer Wappengemeinschaft, welches von verschiedenen Familien des polnischen Adels (Szlachta) verwendet wurde.

## Geschichte
Das Wappen wurde im Jahre 1442 in Buda dem Ratsherren aus Krakau Jörg Szwarc (Jerzy Szwarc) von dem polnisch-ungarischen König Wladislaus III aus der Dynastie der Jagiellonen verliehen.

## Zu der Wappengemeinschaft gehörende Familien
Szwarc, Wieczorek, Wieczorkowski, Cieszkowski, Kamiński, Rymkiewicz, Rynkiewicz.